# Karin Büttner-Janz
Karin Büttner-Janz (n. 17 februarie 1952, Lübben (Spreewald), Brandenburg, Germania) este o fostă gimnastă germană, multiplu medaliată olimpică, mondială și europeană la gimnastică artistică între anii 1967-1972. Un element de la paralele inegale îi poartă numele: saltul Janz, executat de ea pentru prima oară la Spartachiada de la Berlin din 1971. S-a retras din activitatea competițională în 1972, pentru a se dedica studiului medicinei, început în 1971 la Universitatea Humboldt. Cariera medicală a fost de asemenea încununată de succes: este doctor în medicină, profesor și conducător de cercetări științifice, coautoare a unui brevet de invenție pentru un disc intervertebral artificial, împreună cu colegul ei, Kurt Schellnack. Din anul 1990 este medic șef la Clinica din Berlin-Friedrichshain.